# La máquina de pintar nubes
La máquina de pintar nubes (2009) es una película de producción española dirigida por Patxo Tellería y Aitor Mazo y protagonizada por Aitor Mazo, Gracia Olayo, Bingen Elortza, Lander Otaola, Santi Ugalde, Loreto Mauleón, Montse Mostaza, Asier Oruesagasti, Gorka Aguinagalde, Ane Gabarain, Chema Muñoz, Ramón Agirre, Teresa Calo y Ramón Barea.
La película también fue mostrada en el Festival de Cine de Chicago. En ambos sitios la misma tuvo gran aceptación por parte del público y de la crítica.

## Sinopsis
Durante el verano de 1974, un joven vive su particular viaje iniciático en medio de la desolación oxidada de Santuchu, un barrio industrial de Bilbao, con Franco aún vivo y los conflictos políticos y sociales a flor de piel. Asier, un adolescente daltónico, se propone hacer un retrato a la chica de la que está enamorado. Para hacer el retrato no quiere contar con la ayuda de su padre, Andrés, reputado pintor aficionado. El padre no ha tenido suerte con sus hijos: el mayor, Mateo,  muy dotado para la pintura, dejó de interesarse por ella, para desesperación del padre. Y el pequeño ya intentó cuando era niño reeducar su forma de interpretar los colores, pero fue inútil: los confunde sin remedio. Asier recurrirá a Mateo, que acepta enseñarle a cambio de dinero. A pesar del poco interés que pone, su fuerte personalidad hace que la enseñanza sea, a su pesar, viva e intensa.

## Más información
- La máquina de pintar nubes, 2009 Archivado el 2 de octubre de 2009 en Wayback Machine.
- Tráiler de "La máquina de pintar nubes", 2009

- Datos: Q5967490